# PROMT
PROMT (en russe : ПРОМТ) est une entreprise de droit russe, spécialisée dans le développement de logiciels de traduction automatique dont elle est, avec Systran, un des deux acteurs principaux. Comme son concurrent direct, PROMT vise aussi bien les particuliers que les professionnels, proposant à ces derniers une utilisation sur Internet et sur les réseaux Intranet d'entreprise. Elle est fondée en 1991 à Saint-Pétersbourg.
Son logiciel depuis l'anglais et vers l'anglais prend en charge sept langues : l'anglais (y compris l'anglais britannique et américain), l'espagnol (y compris l'espagnol latino-américain), l'allemand (y compris le suisse-allemand), le français (y compris le suisse, le belge et le français canadien), l'italien, le portugais (y compris le portugais brésilien) et le russe. La version française ne propose ni le portugais ni l'italien et l'assistance technique n'est assurée qu'en anglais.
En 1997, ProMT et la société française Softissimo développent une ligne de produits pour la société européenne  Reverso.
Historiquement, les systèmes ProMT utilisent la technologie rule-based machine translation (RBMT). En 2011, une approche hybride combine la traduction basée sur des règles avec la traduction statistique.
En 2019, ProMT introduit une technologie neuronale.